# Schwabwiller
Ne doit pas être confondu avec Schwebwiller.
Schwabwiller est une ancienne commune française du Bas-Rhin, associée à Betschdorf depuis 1972.

## Toponymie
Anciennes mentions : Schwabweiller (1793), Schwabwiler (1801).

## Histoire
En 1830, du pétrole liquide comme celui de Pennsylvanie a été découvert à Schwabwiller sous seulement une vingtaine de mètres de profondeur, par Auguste Mabru, petit-fils d'Antoine Le Bel.

## Politique et administration
| Les données manquantes sont à compléter. |                  |                    |  |                |
| ?                                        | 1972             | Alphonse Hartmann  |  |                |
| Maires délégués                          |                  |                    |  |                |
| Les données manquantes sont à compléter. |                  |                    |  |                |
| 2008 ?                                   | 2011 (démission) | Dominique Philipps |  |                |
| 2011                                     | En cours         | Clotilde Logel     |  | Réélue en 2020 |

## Démographie
| 1926 | 1936 | 1946 | 1954 | 1962 | 1968 |
| ---- | ---- | ---- | ---- | ---- | ---- |
| 391  | 371  | 356  | 375  | 383  | 377  |

## Héraldique
| Blason de Schwabwiller | Blason  | |
| Blason de Schwabwiller | Détails | Les trois flammes symbolisent le gisement de pétrole, que Auguste Mabru y avait découvert et exploité |